# Pierre-Jacques Duplat de Monticourt
Pour les articles homonymes, voir Duplat.
Pierre-Jacques Duplat de Monticourt (Paris, 17 février 1708 - Paris, 8 octobre 1778) est un librettiste d'opéra français actif au XVIIIe siècle.
On ne sait rien de cet auteur à qui l'on attribue le livret des Paladins, une des dernières œuvres de Rameau (1760). La trame en est tirée d'un conte de La Fontaine, Le Petit Chien qui secoue de l'argent et des pierreries.
« Cette ineptie ne peut sortir que de la main d'un homme qui n'a pas la première notion de l'art dramatique, et qui n'a jamais fait de vers ; et je  ne craindrai pas d'avancer que feu Cahusac est un second Quinault en comparaison du polisson qui a gâché les paroles de ce livret... » : telle est l'appréciation peu flatteuse de Charles Collé à l'égard d'un des plus mauvais librettistes de Rameau, qui n'en manquait pourtant pas.
On doit aussi à Duplat de Monticourt une traduction du drame d'Edward Moore intitulé The Gamester (Le Joueur), qui fut également traduit en français par Diderot en 1760.